# Prêmio Centro Médico Albany
O Prêmio Centro Médico Albany (em inglês:  Albany Medical Center Prize) é um prêmio anual de ciências concedido desde 2001 pelo Centro Médico Albany da Universidade do Estado de Nova Iorque em Albany, por pesquisas de destaque em medicina e biomedicina nos últimos 10 a 25 anos.
Com uma quantia de 500.000 dólares dos Estados Unidos, é o prêmio de medicina de maior dotação dos Estados Unidos, sendo após o Nobel de Fisiologia ou Medicina e o Prêmio Shaw de Medicina o prêmio de maior valor mundial. Foi fundado por Morris Silverman (1912–2006).

## Laureados[1]
- 2001 Arnold Jay Levine
- 2002 Anthony Fauci
- 2003 Michael Stuart Brown (Nobel de Fisiologia ou Medicina 1985), Joseph Goldstein (Nobel de Fisiologia ou Medicina 1985)
- 2004 Stanley Norman Cohen, Herbert Boyer
- 2005 Robert Langer
- 2006 Seymour Benzer
- 2007 Robert Lefkowitz (Nobel de Química 2012), Solomon Halbert Snyder, Ronald Mark Evans
- 2008 Joan Steitz, Elizabeth Blackburn (Nobel de Fisiologia ou Medicina 2009)
- 2009 Bruce Beutler (Nobel de Fisiologia ou Medicina 2011), Charles Dinarello, Ralph Steinman (Nobel de Fisiologia ou Medicina 2011)
- 2010 David Botstein, Francis Collins, Eric Lander
- 2011 Elaine Fuchs, James Alexander Thomson, Shinya Yamanaka (Nobel de Fisiologia ou Medicina 2012)
- 2012 James Edwin Darnell, Robert Gayle Roeder
- 2013 Brian Druker, Peter Nowell, Janet Rowley
- 2014 Alexander Varshavsky
- 2015 Karl Deisseroth, Xiaoliang Sunney Xie
- 2016 Franz-Ulrich Hartl, Arthur Horwich, Susan Lindquist
- 2017 Emmanuelle Charpentier, Jennifer Doudna, Luciano Marraffini, Francisco Mojica, Feng Zhang
- 2018 James Patrick Allison, Carl H. June, Steven Rosenberg
- 2019 Bert Vogelstein, Irving Weissman[2][3]